# 相原祐弥
相原 祐弥（あいはら すけや、元治元年11月4日（1864年12月2日） - 没年不詳）は、日本の裁判官。

## 経歴
宮城県仙台市出身。小野祐治の二男として生まれ、相原安治の養子となった。1891年（明治24年）、東京帝国大学法科大学を卒業し、司法官試補となる。秋田地方裁判所判事、前橋地方裁判所判事、東京地方裁判所、東京控訴院判事、東京控訴院部長、名古屋控訴院部長を歴任した。
大審院判事を務めた後、台湾総督府法院判官に転じ、高等法院長に就任した。